# 双店乡
双店乡，是中华人民共和国四川省南充市嘉陵区曾经下辖的一个乡。2019年10月，撤销华兴镇和双店乡，将其所属行政区域划归吉安镇管辖。

## 行政区划
双店乡撤销前下辖以下地区：
手把岩村、响水村、发达沟村、屈家堰村、堰沟村、李家坝村、围子村、雷家沟村、柏材嘴村、杜家嘴村、土主庙村、罗家场村、佛坝村村和石长沟村。